# 1. Sinfonie (Weitz)
Die 1. Sinfonie für Orgel von Guy Weitz entstand 1930. Druckausgaben erschienen u. a. 1932 und 1951. In dieser Orgelsinfonie nutzt Weitz alle Möglichkeiten der symphonischen Orgel.

## Zur Musik
Die drei Sätze lauten:
- Regina pacis
- Mater dolorosa
- Stella maris

Der 1. Satz lässt den Einfluss César Francks erkennen. Das Hauptthema taucht im 3. Satz wieder auf.
Der 2. Satz hat die Schmerzen Marias am Kreuz zum Thema, die Weitz durch spannungsgeladene Akkorde und gewagte Modulationen darstellen will. Der Schluss dagegen ist ruhiger; im Tenor wird wieder das Ave-Maria-Thema verarbeitet.
Beim 3. Satz handelt es sich um eine Toccata in ABABA-Form. Das Thema aus dem 1. Satz taucht in gesteigerter Form wieder auf. In den A-Teilen erklingt das Thema im Pedal, in den B-Teilen wechselt es kanonartig zwischen Sopran und Bass.
Eine Coda beschließt majestätisch das Gesamtwerk.